# Wow Comics

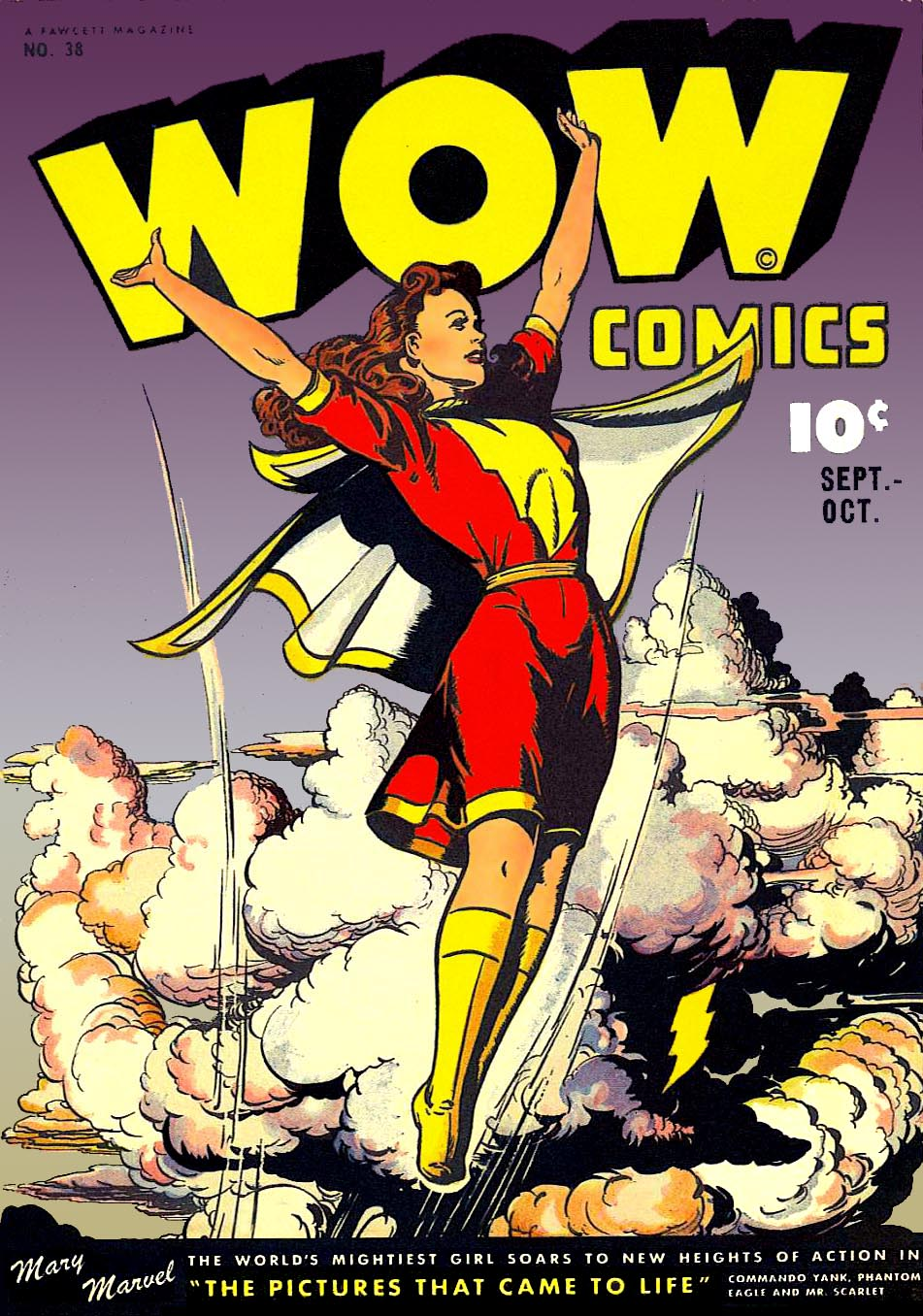
Cover von US-Wow Comics #38 (1941) mit Mary Marvel

Wow Comics ist der Titel eines Comicmagazins, das der US-amerikanische Verlag Fawcett Comics zwischen 1940 und 1952 herausgab.
Die Reihe erreichte bis zum Zeitpunkt ihrer Einstellung im März 1952 insgesamt 112 Ausgaben. Während die ersten 58 Hefte vor allem Science-Fiction und Superhelden-Geschichten beinhalteten, brachten die späteren Jahrgänge vor allem Westerngeschichten. Aus diesem Grund wurde die Serie mit Ausgabe #70 in Real Hero Western und ab Ausgabe #76 in Western Hero umbenannt. Letzteren Titel behielt sie bis zu ihrer Einstellung.
Das populärste Feature der Serie waren die Abenteuer der magischen Teenie-Superheldin „Mary Marvel“, die zudem sämtliche Cover der Ausgaben #9 bis #58 zierte.